# Туринківська сільська рада
| Туринківська сільська рада — орган місцевого самоврядування у Жовківському районі Львівської області з адміністративним центром у с. Туринка. Історична дата утворення: в 1939 році. Водоймища на території, підпорядкованій даній раді: ріки Свиня, Желчанка. Сільській раді підпорядковані населені пункти: - с. Туринка - с. В'язова - с. Оплітна - с. Руда - с. Сарнівка |

## Склад ради
Рада складається з 20 депутатів та голови.

### Керівний склад ради
| ПІБ                         | Основні відомості                                                 | Дата обрання | Дата звільнення |
| --------------------------- | ----------------------------------------------------------------- | ------------ | --------------- |
| Орищин Любов Василівна      | Сільський голова, 1972 року народження, освіта, позапартійна      | 26.03.2006   | 31.10.2010      |
| Скоропад Ігор Володимирович | Сільський голова, 1964 року народження, освіта вища, безпартійний | 31.10.2010   |                 |

Примітка: таблиця складена за даними джерела